# Будровци
Будровци су насељено место у саставу града Ђакова у Осјечко-барањској жупанији, Република Хрватска.

## Историја
До територијалне реорганизације у Хрватској налазили су се у саставу старе општине Ђаково.

## Становништво
На попису становништва 2011. године, Будровци су имали 1.260 становника.

## Попис1991.
На попису становништва 1991. године, насељено место Будровци је имало 1.538 становника, следећег националног састава:
| Попис 1991.‍   | Попис 1991.‍  | Попис 1991.‍ | Попис 1991.‍ | Попис 1991.‍ |
| ------------- | ------------ | ----------- | ----------- | ----------- |
|               |              |             |             |             |
| Хрвати        | Хрвати       |             | 1.517       | 98,63%      |
| Русини        | Русини       |             | 5           | 0,32%       |
| Немци         | Немци        |             | 3           | 0,19%       |
| Мађари        | Мађари       |             | 2           | 0,13%       |
| Роми          | Роми         |             | 1           | 0,06%       |
| Словенци      | Словенци     |             | 1           | 0,06%       |
| Црногорци     | Црногорци    |             | 1           | 0,06%       |
| неопредељени  | неопредељени |             | 3           | 0,19%       |
| непознато     | непознато    |             | 5           | 0,32%       |
| укупно: 1.538 |              |             |             |             |